# Marmorbrücke (Villmar)
Die Marmorbrücke ist eine Brücke aus Kalkstein in Hessen, die in Villmar die Lahn überquert. Die Brücke hat nur lokale Verkehrsbedeutung und verbindet den links der Lahn liegenden Ort mit der rechts der Lahn verlaufenden Lahntalbahn. Die in ihrer Art in Deutschland herausragende Brücke ist seit November 1985 als technisches Denkmal geschützt.
Die Bezeichnung „Marmor“ für den zum Bau verwendeten Lahnmarmor ist gesteinskundlich nicht korrekt, denn dieses Carbonatgestein ist nicht von einer Gesteinsmetamorphose überprägt. In der Steinverarbeitung werden polierfähige Kalksteine jedoch traditionell als „Marmore“ bezeichnet; die Bezeichnungen „Lahnmarmor“ und „Marmorbrücke“ sind daher in ihrer industriegeschichtlichen Bedeutung zu verstehen.

## Erscheinungsbild

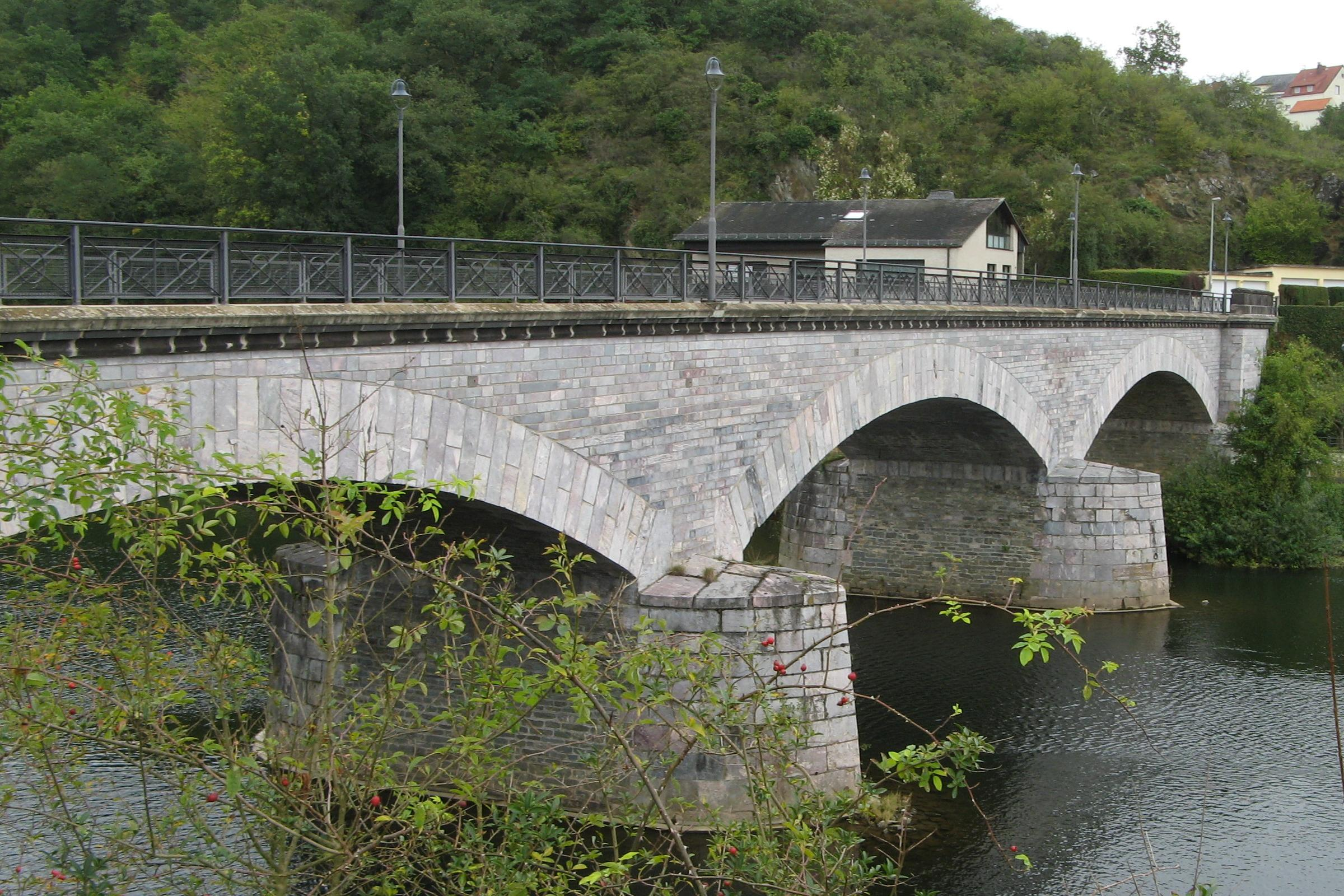
Die Marmorbrücke

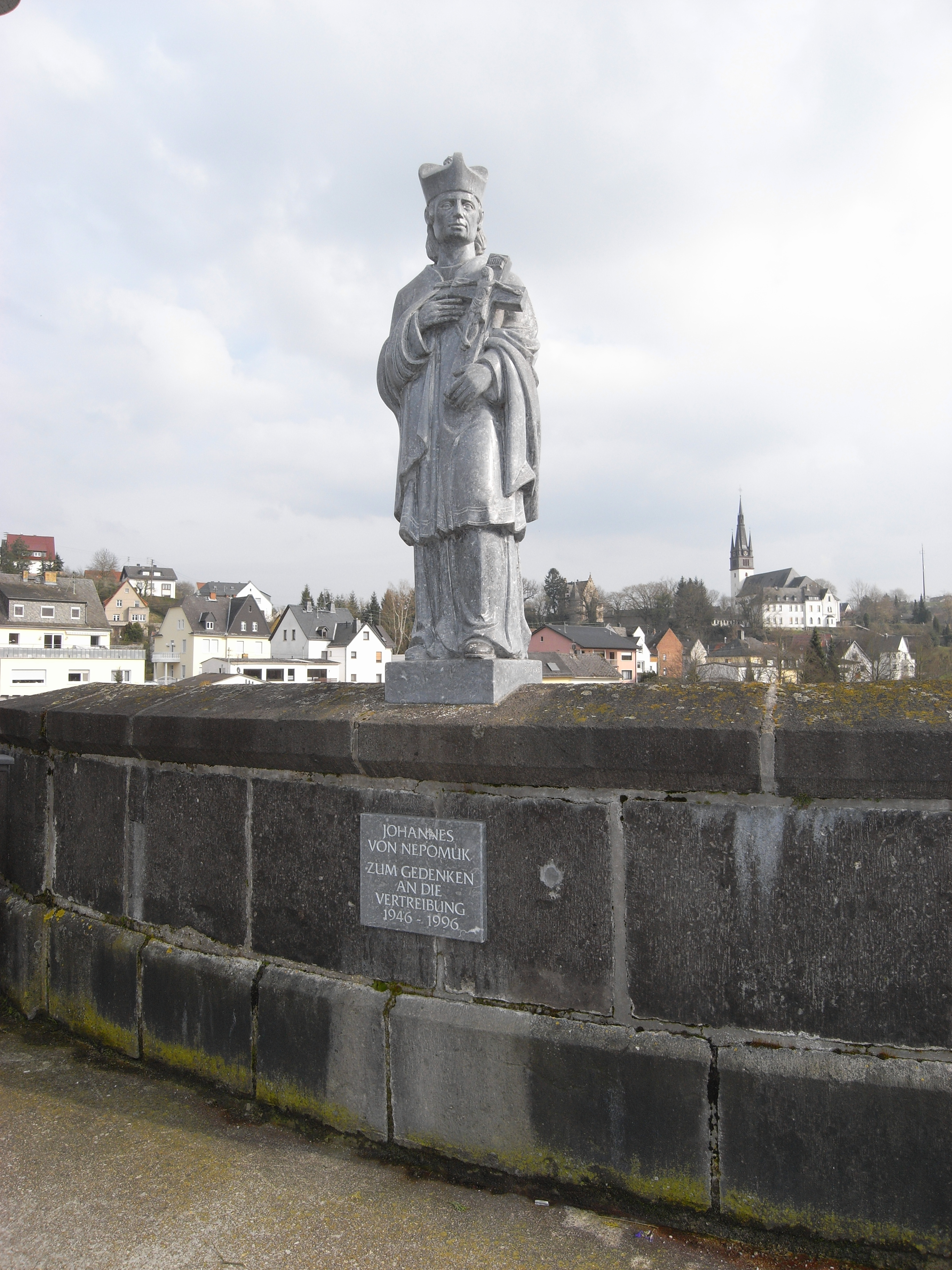
Nepomukstatue auf der Brücke, Lahnmarmor, Typ Wirbelau-Marmor

Die Brücke ist eine Bogenbrücke aus drei Stichbögen mit einer Spannweite von 21,5 Metern. Die Bögen ruhen auf zwei Strompfeilern. Bögen, Pfeiler und Brückenköpfe bestehen aus massiven geschnittenen „Lahnmarmor“-Quadern. Die Seitenflächen sind aus aufgemauerten Lahnmarmor-Schmucksteinen verschiedener Sorten gestaltet. Der Marmor wurde in der Umgebung von Villmar gewonnen.

## Geschichte
Die Brücke wurde von August 1894 bis Dezember 1895 erbaut, um dem Ort Villmar einen direkten Zugang zur 1862 errichteten Lahntalbahn sowie zu den Marmorbrüchen und Grundstücken „Überlahn“ zu ermöglichen. Bis zur Fertigstellung der Brücke mussten die Einwohner per Fähre oder Kahn über das Wasser, um an die rechte Lahnuferseite zu gelangen. Bei Hochwasser oder Eisgang führte der Weg zu der etwa drei Kilometer entfernten Lahnbrücke in Runkel und von dort lahnaufwärts nach Villmar. Die Baugenehmigung der Brücke wurde schneller erteilt, nachdem der Bürgermeister Simon Dill und der Pfarrer Johannes Ibach beim Übersetzen über die Lahn mit ihrem Kahn gekentert und dabei beinahe ertrunken waren. Mit Zustimmung der Königlichen Regierung in Wiesbaden wurde von der Gemeinde Villmar am 28. April 1890 dem Königlichen Wasserbauinspektor H. Wolfram aus Diez der Planungsauftrag erteilt. Die Baukosten des Bauwerks betrugen 150.000 Goldmark. Davon fielen auf den Brückenbau 125.000 Mark, sowie zum Ausbau der Anschlusswege ca. 25.000 Mark. So erfolgte die Finanzierung: Gemeindeanteil 92.200 Mark, Beihilfe der Königlichen Regierung 20.000 Mark und des Oberlahnkreises 15.000 Mark, Zuschüsse von Dyckerhoff & Neumann 15.000 Mark, Firma Krupp 5.000 Mark und Bürgerspenden 2.800 Mark. Die Verkehrsfreigabe fand offiziell am 6. Januar 1896 statt. Die Bauarbeiten führte der Unternehmer M. H. Biecke, aus Cölbe bei Marburg aus. Den „Lahnmarmor“ lieferte die Firma Nassauische Marmorwerke (Inh. D & N) aus ihren Steinbrüchen sowie den gemeindeeigenen Steinbrüchen Villmars rechts und links der Lahn.
Am 1. November 1985 wurde auf Antrag des Gemeindevorstandes die „Marmorbrücke“ wegen ihrer technischen Bedeutung als Kulturdenkmal in das Denkmalbuch des Landes Hessens eingetragen. Im Jahre 1994/95 wurde die grundlegende Sanierung der Lahnbrücke dem Unternehmen Ingenieur-Tiefbau GmbH, Wolkern, für den Angebotspreis von 1.169.361 DM übertragen. Die Gesamtkosten der Sanierung betrugen 2.126.449 DM. Hierzu traten ein Zuschuss des Landes Hessens von 1.359.600 DM, und als Bürgerspende 20.000 DM.